# Art Zoyd
Art Zoyd is een Franse muziekgroep die ontstond in 1969, en een mix van free jazz, progressieve rock en avant-garde elektronische muziek speelt.
Met een Zeuhl-stijl, wat lijkend op Magma en Univers Zero, maakt Art Zoyd een fusie van progressieve rock en jazz met eigentijdse "serieuze" muziek. Tegenwoordig kan men Art Zoyd het beste beschrijven als een elektronische-muziekgroep die vooral werkt aan muziek voor film en ballet.

## Geschiedenis
Art Zoyd werd in 1969 door multi-instrumentalist Rocco Fernandez opgericht in Valenciennes als een progressieve rockgroep, die werd beïnvloed door artiesten als Beefheart of Zappa. De band nam een enkel 45-toerenplaatje op, namelijk Sangria.
In 1971 verbrokkelde de oorspronkelijke band en kwamen Gérard Hourbette (↑ 2018) en Thierry Zaboïtzeff bij de groep. Vanaf 1975 namen zij na het vertrek van de oprichter van de groep de leiding in handen en veranderden de richting van de groep drastisch.
Voortaan bestond de groep niet zomaar uit drums en gitaren, maar uit een ensemble van vier muzikanten: twee violen, een bas en een trompet, die verschillende jaren aan de basis van de groep lagen. De eerste elpee verscheen in 1976, toen de band samen met Magma door Frankrijk toerde (onder andere Parijs, Nantes, Toulouse, Colmar). In 1978 voegde de groep zich bij de Rock In Opposition-beweging die was opgericht door Henry Cow (met Chris Cutler en Fred Frith), met daarin bands zoals Art Bears, Univers Zero, Stormy Six, Etron Fou Leloublan en Samla Mammas Manna. Van 1980 tot 1984 toerde Art Zoyd door heel Europa, en werd de groep een boegbeeld van de "nieuwe muziek" (ook wel "Art Rock" of "Avant-Rock").
In 1983 merkte de choreagraaf Roland Petit de groep op tijdens een televisie-optreden en vroeg hun muziek te maken voor een volledig ballet: Le Mariage du Ciel et de l'Enfer, gecreëerd op het festival in La Scala in Milaan met Art Zoyd op het podium. Later werd deze voorstelling dertigmaal herhaald in Frankrijk, waaronder twaalfmaal in het Théâtre des Champes Élysées in Parijs. Het feit dat de muziek, die zo radicaal was in zijn ontwikkeling en keuzes, een uiteenlopende publiek kon aanspreken, dat niet gewoon was aan dissonante harmonieën en een nieuw soort ritmische conflicten, waarbij versterkte instrumenten, elektronische instrumenten en stemmen vermengd werden, betekende een openbaring voor de groep. Voortaan poogde de groep vooral muziek te verbinden met het visuele, of het nu levendige kunst was zoals dans of theater, de stomme film en de video.
Vanaf toen was de groep in Maubeuge gevestigd, en toerde meermaals door Europa, maar ook door de Verenigde Staten (het Festival in het Lincoln Center in New York), in Hongkong, Australië (Adelaide Festival), Japan (1997 en 2002) en Mexico (1996, 1999 en 2003). De groep werd voor verschillende evenementen gevraagd, zoals de inwijding van de Globe Arena van Stockholm en creëerde ook toneelmuziek. De band creëerde ook filmmuziek, zoals Nosferatu (1988) en Faust (1993, Rome) van Friedrich Wilhelm Murnau, Häxan van Benjamin Christensen) (Queen Elisabeth Hall, Londen, 1995).
In 1997 vertrok Thierry Zaboïtzeff en opende de band zijn studio's voor andere muzikanten en componisten. De groep verbond zich voor drie jaar aan het Orchestre National de Lille, met het project Dangereuses Visions, dat het symfonisch orkest, muzikale technologieën en beeld verenigde. Meer dan 20.000 toeschouwers woonden de concerten in Rijsel, Créteil, Maubeuge, Sankt Pölten en Mexico bij. Vanaf 2000 verbindt de groep zich aan een nieuw langdurig project, Expériences de Vol.
In 2001 werd muziek gecreëerd en opgenomen voor Metropolis van Fritz Lang, voor de nieuw gerestaureerde versie van de film. De groep richtte zich steeds meer op onderzoek, vooral rond snaarinstrumenten en elektronisch middelen zoals opnemers, theremin, enzovoort.

## Discografie
- 1969 - Sangria (45 toeren)
- 1976 - Symphonie pour le jour où brûleront les cités (nieuwe opname: 1981)
- 1979 - Musique pour l'odyssée
- 1980 - Génération sans futur
- 1982 - Phase IV
- 1982 - Manège, opgenomen in Palais des Sport, Toulouse, 1976, 45 toeren bij ReR
- 1983 - Les Espaces inquiets
- 1983 - L'Étrangleur est derrière nous (musique pour la pièce de théâtre) (alleen op cassette)
- 1985 - Le Mariage du Ciel et de l'Enfer
- 1987 - Berlin
- 1988 - Nosferatu
- 1990 - Art Zoyd, J.A. Deane And J. Greinke
- 1990 - Valentine Petit- Etreintes
- 1993 - Les Génies Du Rock - compilatie
- 1993 - Marathonnerre
- 1995 - Faust
- 1997 - Häxan
- 2001 - u-B-I-Q-U-e
- 2002 - Metropolis
- 2002 - Expérience De Vol # 1, 2, 3
- 2005 - Expérience De Vol # 4, 5, 6
- 2006 - Le champ des larmes
- 2008 - La chute de la maison Usher
- 2009 - Pure Noise